# Ernst von Wolzogen
Ernst Freiherr von Wolzogen (23. dubna 1855 Breslau, Prusko – 30. července nebo 30. srpna 1934 Puppling u Wolfratshausenu, Německá říše) byl německý kulturní kritik, spisovatel, básník, dramatik a zakladatel kabaretu v Německu.

## Životopis
Narodil se v rodině divadelního režiséra Alfreda von Wolzogena (1823–1883) a jeho druhé manželky Florence Du Boulay (1830–1862). Měl dvě sestry: Agnes Esmarch (1858–1940) a Emilii Starein (1860–1944). Z prvního manželství otce s Eleonorou Schinkel (1822–1851) měl nevlastního bratra Hanse von Wolzogena (1848–1938).
Ernst von Wolzogen pocházel z dolnorakouské šlechty a byl vychován anglickou vychovatelkou (matka byla Angličanka). Studoval německou literaturu, filozofii a dějiny umění ve Štrasburku a Lipsku. Sloužil u velkovévody Saxe-Weimar-Eisenachu jako čtenář. V roce 1882 se přestěhoval do Berlína, kde se stal nejprve redaktorem a poté spisovatelem na volné noze. V letech 1891–1892 byl členem představenstva spolku Vereins für Bücherfreunde s Martinem Greifem a Hermannem Heibergem.
V letech 1892 až 1899 žil v Mnichově, kde založil Freie Literarische Gesellschaft a stal se členem Gesellschaft zur Förderung geistiger Interessen der Frau. Pro svůj román Dritte Geschlecht (1899) použil jako předlohu mj. mnichovské bohémství a ženské hnutí. Za vzor protagonistů jsou považovány aktivistky za práva žen Fanny zu Reventlow a Sophia Goudstikker, které byly přítelkyněmi Wolzogena. Satirický, kousavý román Das dritte Geschlecht (roman à clef) se stal bestsellerem a popularizoval termín třetí pohlaví, který vytvořila Elsa Asenijeff v roce 1898, pro lidi, kteří odmítají tradiční genderové role.
V roce 1901 po návratu do Berlína založil Wolzogen první německý kabaret Überbrettl. Nápad převzal z románu Stilpe od svého přítele Otty Julia Bierbauma. Název kabaretu však mohl být zamýšlen jako ironická narážka na koncept „nadčlověka“ Friedricha Nietzscheho a Wolzogenovi vynesl jméno „Brettl-Baron“. Po počátečním velkém úspěchu musel v roce 1902 kvůli ekonomickým potížím svůj kabaretní projekt ukončit. R. 1905 se přestěhoval do Darmstadtu. Po dalším pokusu o zřízení divadla v Berlíně nakonec v roce 1918 odešel do Bavorska a usadil se v Pupplingu u Wolfratshausenu.
Wolzogenův obrat k etnickým a antisemitským názorům byl patrný již v románu Arch-heretic (1910). Jako odpůrce Výmarské republiky psal od roku 1921 protidemokratické kabaretní verše. V listopadu 1932 zveřejnil ve Völkischer Observer volební výzvu pro Hitlera, ve které byl Hitler popsán jako „kandidát německého intelektuálního světa“.

### Jeho rodina
S první ženou Marincou Catel se oženil r. 1882, měli spolu čtyři děti: Hildegardu (1884), Sigridu Becker (1886–1918), (která měla s Johannem Beckerem [1886–1918] syna filmového režiséra Wolfganga Beckera [1910–2005]), filmového producenta a režiséra Hanse von Wolzogena (1888–1954) a Dagmaru Transfeld (1889). Rozvedli se r. 1893. Jeho druhá žena byla Clara Hackenthal (1857–1928), kterou si vzal r. 1894 v Munichu, měli spolu dvě děti: Isoldu (1895–1921) a Ludwiga (1896–1944). Rozvod r. 1902. V témže roce se oženil potřetí se zpěvačkou Elsou Laurou Seemann von Mangern (1876–1945), se kterou se rozvedl r. 1918 a jeho čtvrtou manželkou se r. 1925 v Pupplingu stala Friedericke Heinzelmann (1898–1937).
Wolzogen zemřel 30. července 1934 ve věku 79 let v Pupplingu. Jeho hrob je na hřbitově Kalbsrieth.

### Tvorba
Dílo Wolzogena je známé svým vtipem a elegancí. Produkoval velké množství děl humorné beletrie. Např. Die Kinder der Exzellenz; Das Lumpengesindel; Ein unbeschriebenes Blatt; Der Kraft-Mayr, 2 sv.; Das dritte Geschlecht, 2 sv.
Přestože byl primárně humoristou, psal i o vážných tématech. Díla jako Fahnenflucht, Das Wunderbare a Die arme Sünderin jsou příklady jeho vážnější stránky jako autora. Jeho autobiografie Wie ich mich ums Leben brachte je nejen silně konzervativní, ale také jasně antisemitská.
V Sovětské okupační zóně byly jeho spisy Mein Vortragsbuch a Wie ich mich ums Leben brachte a v Německé demokratické republice Wenn die alten Türme stürzen zařazeny na seznam literatury k vyřazení.

## Dílo

### Romány a povídky
- Die Kinder der Excellenz, Roman. Engelhorn, Stuttgart 1888 (Engelhorns Allgemeine Romanbibliothek)
- Die tolle Komteß, Roman, 1890
- Die kühle Blonde. Berliner Sittenbild in zwei Bänden. Engelhorn, Stuttgart 1891 (Engelhorns Allgemeine Romanbibliothek)
- Erlebtes Erlauschtes Erlogenes. Berlin 1892
- Der Thronfolger. Roman in zwei Bänden. Engelhorn, Stuttgart 1892. 152 S. (Engelhorns Allgem. Romanbibliothek, Salon – Ausgabe Nr. 3)
- Das gute Krokodil und andere Geschichten aus Italien, 1893
- Die Entgleisten. Eine Katastrophe in sieben Tagen nebst einem Vorabend, 1894
- Fahnenflucht, 1894
- Die Erbschleicherinnen, Roman in zwei Bänden, 1895
- Ein unbeschriebenes Blatt, 1896
- Ecce ego – erst komme ich! Roman, 1896
- Die Gloriahose. ’s Meikatel und der Sexack. Zwei Geschichten, 1897
- Der Kraft-Mayr. Ein humoristischer Musikanten-Roman. (Um Franz Liszt). 1897 (1935 mit Paul Hörbiger verfilmt unter dem Titel Wenn die Musik nicht wär’)
- Geschichten von lieben süßen Mädeln, Novellen, 1898
- Das Wunderbare, 1898
- Das dritte Geschlecht. Roman, 1899
- Ein königliches Weib. Und andere Geschichten vom Münchener Fasching, 1900
- Die arme Sünderin, Roman in zwei Bänden, 1902
- Vom Peperl und andern Raritäten, 1902
- Was Onkel Oskar mit seiner Schwiegermutter in Amerika passierte, 1904
- Aus Schnurrpfeifers Lügensack. 10 Märlein für gescheite Kinder, 1908
- Die Großherzogin a. D. Roman, 1908
- Der Bibelhase. Eine Begebenheit aus der Fridericianischen Zeit, Roman, 1908
- Der Erzketzer. Ein Roman vom Leiden des Wahrhaftigen. F. Fontane & Co, Berlin, 1910
- Mein erstes Abenteuer und andere Novellen, 1910
- Leidige Schönheit, Roman, 1910
- Arch-heretic, Roman, 1910
- Das Kaisermanöver und andere Erzählungen, 1911
- Der Dichter in Dollarica. Blumen-, Frucht- und Dornenstücke aus dem Märchenlande der unbedingten Gegenwart, 1912 (Digitalisat)
- Der Lebensretter und andere Erzählungen, 1912
- Die Feuertaufe, 1912
- Der Herr in hohen Stiefeln und andere Humoresken, 1913
- Peter Karn. Leben, Lieben und Leiden eines deutschen Musikanten. Roman, 1914
- Das Kuckucksei und andere lustige Geschichten, 1914
- Landsturm im Feuer, 1915 (Ullstein-Kriegsbücher)
- Das Mädchen mit den Schwänen, drei Geschichten, 1916
- Die verdammte Liebe, Roman, 1919
- Mein Vortragsbuch, 1922
- Das gut alt teutsch Schwankbuch. Das ist: artige Mären und lose Schwänklein...Verlag der Freunde, Wolfenbüttel 1922
- Wie ich mich ums Leben brachte, 1923
- Sem – der Mitbürger. Roman. Brunnen-Verlag, Berlin 1924. 255 S. (Reihe: Neue deutsche Romane)
- Wenn die alten Türme stürzen. Roman. Eysler, Berlin 1925. 303 S. (Digitalisat)
- Das Schlachtfeld der Heilande. Roman. Frundsberg-Verlag, Magdeburg 1926. 308 S.
- Norddeutsche Geschichten. G. Westermann, Braunschweig & Hamburg 1926. 291 S.
- Der Topf der Danaiden. Geschichte aus der deutschen Bohême. Hillger, Berlin, Leipzig 1927. 127 S. (Kürschners Bücherschatz, Nr. 6)

### Básně
- Er photographirt!, Eine nervöse Geschichte in Versen, 1890
- Verse zu meinem Leben, 1907

### Divadelní hry a hudební díla
- Das Lumpengesindel. Tragikomödie in drei Aufzügen. Fontane, Berlin 1892, VI, 80 S.
- Die Kinder der Excellenz, Lustspiel, 1893
- Daniela Weert, 1894
- Feuersnot. Ein Singgedicht, Musik von Richard Strauss, 1901
- Die Maibraut. Ein Weihespiel in 3 Handlungen, 1909
- Eine fürstliche Maulschelle, Spiel in 5 Aktussen, 1912
- König Karl, Trauerspiel, 1914
- Daniel in der Löwengrube, burleske Oper, Musik von Amélie Nikisch, 1914
- Weibchen, Lustspiel, 1915
- Die Peitsche, Schauspiel, 1918
- Der Weg des Kreuzes. Dramatisches Gedicht in sechs Bildern. Sonnemann – Verlag, Halle (Saale) 1926
- Der deutsche Teufel. Dramatisches Gedicht. Eher, München 1933. 104 S.

### Autobiografie
- Wie ich mich ums Leben brachte. Erinnerungen und Erfahrungen. G. Westermann, Braunschweig & Hamburg 1922. 327 S.

### Další
- Wilkie Collins. Ein biographisch-kritischer Versuch, 1885 (Digitalisat)
- George Eliot, 1885
- Ansichten und Aussichten. Gesammelte Studien über Musik, Literatur und Theater, 1908
- Dr Porphyrius Dermenjoglus merkwürdige Klinik, 1910
- Harte Worte, die gesagt werden müssen, 1919
- Engländer, 1920
- Offenes Sendschreiben an den christlichen Adel deutscher Nation, 1920
- Mein Vortragsbuch. Ernste und heitere Vortragsstücke. Universal-Verlag, München / Leipzig 1922
- Großmeister deutscher Musik: Bach – Mozart – Beethoven – Weber – Wagner. Bosse, Regensburg 1924
- Sagen der Edda, 1929

### Ediční činnost
- Hans von Schweinichen: Eigene Lebensbeschreibung, 1885
- Lauensteiner Hexameron oder Die Geschichten der sechs Knasterbärte von hüben und drüben. Verlag der Freunde, Wolfenbüttel 1924, 151 S.

### V češtině
- Hluchoněmá kočka – úvod František Sekanina, přeložil Jaroslav Ráček; in: 1000 nejkrásnějších novel... č. 84. Praha: J. R. Vilímek, 1915